# Walter Breuning

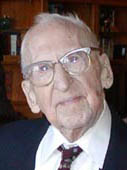
Walter Breuning in maart 2009

Walter Breuning (Melrose, 21 september 1896 – Great Falls, 14 april 2011) was een Amerikaanse supereeuweling en als bijna 113-jarige vanaf 18 juli 2009 officieel de oudste levende man ter wereld, na het overlijden van de toen 113-jarige Engelsman Henry Allingham, en bij zijn eigen dood ruim anderhalf jaar later de op twee na oudste mens ter wereld, na de Braziliaanse Maria Gomes Valentim en zijn landgenote Besse Cooper. Breuning was op dat moment 114 jaar oud.

## Biografie
Tot aan zijn overlijden was hij de laatste erkende nog levende man die geboren was in 1896. Ook was hij samen met Horacio Celi Mendoza, Jiroemon Kimura en Mauro Ambriz Tapia, allemaal geboren in 1897, een van de laatste vier levende mannen die nog van vóór 1900 waren. De eveneens 114-jarige Horacio Celi Mendoza volgde Breuning dan ook op als oudste man ter wereld.
Breuning ging op zijn zestiende werken bij de spoorwegen in Minnesota. Twee jaar later verhuisde hij naar Montana, waar hij ook nog 50 jaar werkte voor de spoorwegen. Hij trouwde in 1922 met zijn collega Agnes Twokey. Het echtpaar bleef kinderloos. Op zijn 67e ging hij met pensioen en in 1980 naar een rusthuis, maar hij bleef tot zijn 99e actief als secretaris voor de lokale vrijmetselaars.
Breuning overleed uiteindelijk op 14 april 2011. Hij was op het moment van zijn dood nog helder van geest. Een verklaring voor zijn hoge ouderdom was, naar eigen zeggen in een interview vlak voor zijn dood, zijn bereidheid om verandering te omarmen en het feit dat hij slechts twee maaltijden per dag at.